# Abor & Tynna
Abor & Tynna je rakouské hudební duo s německými a maďarskými kořeny, sestávající ze sourozenců Attily (* 27. srpna 1998) a Tünde Bornemiszových (22. prosince 2000). Specializují se na pop, hip hop a elektronickou hudbu. Duo s písní „Baller“ reprezentovalo Německo na Eurovision Song Contest 2025, kde skončilo na 15. místě se 151 body.

## Historie

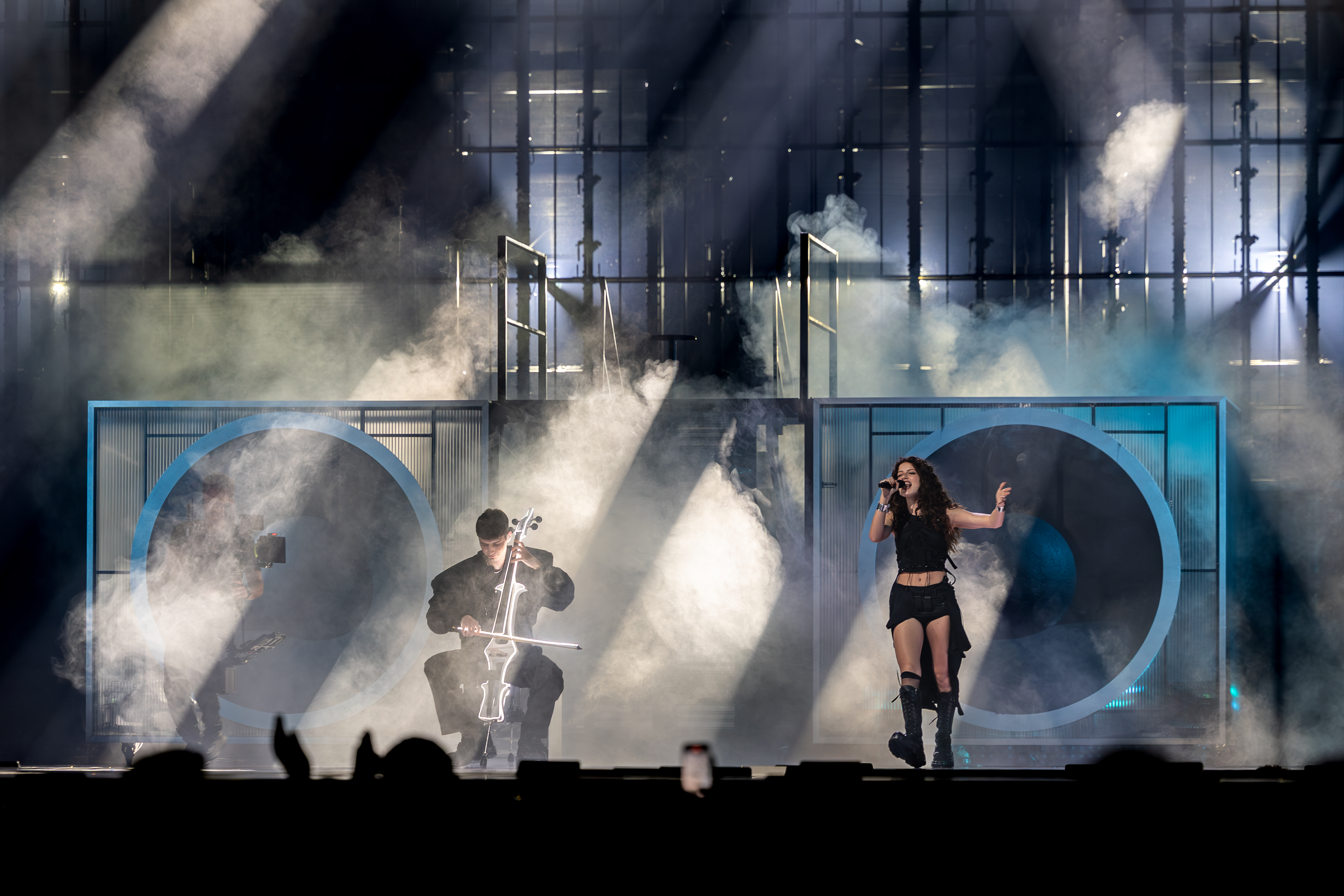
Duo vystupující s písní „Baller“ na Eurovision Song Contest 2025

Oba sourozenci mají maďarské a německé kořeny a vyrůstali v umělecké rodině původem z Maďarska. Jejich otec Csaba Bornemisza (* 1966) působí od roku 1993 jako violoncellista ve Vídeňské filharmonii, v orchestru Vídeňské státní opery, jejich matka patřila k příslušníkům maďarské menšiny v Rumunsku. Oba jsou absolventy klasického hudebního vzdělání – Attila se věnoval hře na violoncello, Tünde hrála od devíti let na flétnu (získala první ceny ve státních i celonárodních soutěžích), jejich mladší sestra se učila hře na housle. Oba vystudovali psychologii a strojní inženýrství.

### 2016–2024: Počátky
V roce 2016 nahrálo duo svou první skladbu, kterou zveřejnili na platformě SoundCloud. Jejich matka hudební video sdílela na Facebooku, díky čemuž si jich všiml a oslovil je producent, který je pozval do svého nahrávacího studia. V následujících letech vydali několik dalších skladeb, Tünde jako zpěvačka a autorka písní přijala umělecké jméno Tynna, Attila přijal umělecké jméno Abor, a působí jako hudební producent. V roce 2020 dostali nabídku zúčastnit se rakouského interního výběru pro Eurovision Song Contest 2020, kterou však kvůli nezkušenosti a absenci živých vystoupení odmítli. V dubnu 2024 vystoupili jako předskokani na turné „Glas“ německé zpěvačky Niny Chuby v Brémách.

### 2025–: Eurovize aBittersüß
Na doporučení svého německého hudebního vydavatelství se Abor & Tynna úspěšně přihlásili do německého národního kola výběru pro Eurovision Song Contest 2025. Poprvé se představili v uzavřeném castingu v prosinci 2024 s vlastním autorským singlem „Babylon“. Z více než 3 000 přihlášek se nakonec dostali mezi 24 kandidátů, o kterých rozhodlo hlasování poroty a televizních diváků v soutěži Chefsache ESC 2025 – Wer singt für Deutschland? Na radu producenta Stefana Raaba si dvojice zvolila píseň „Baller“, jejíž krátký klip Raab objevil na jejich profilu na Instagramu.
V prvním předkole dokázali úspěšně postoupit do semifinále, když zazpívali cover verzi písně „Skyfall“ od Adele. Ve stejný den vydali také své debutové album s názvem Bittersüß. Skladba „Baller“, která byla součástí tohoto alba, byla odbornou porotou vybrána do finále, odkud se dále probojovala do superfinále. Tam nakonec zvítězila v diváckém hlasování proti čtyřem zbývajícím finalistům poměrem 34,9 % hlasů. Abor & Tynna tak získali právo reprezentovat Německo na Eurovision Song Contest 2025 17. května v Basileji. Ve finále, kde vystoupili jako 16. v pořadí, se umístili na celkovém 15. místě se ziskem 151 bodů.

## Kontroverze
V červnu 2025 vyšlo najevo, že Attila ve svých příspěvcích na sociálních sítích jako Reddit pod přezdívkou Attila zveřejnil několik homofobních komentářů a projevů sympatií k Donaldu Trumpovi a maďarskému premiérovi Viktoru Orbánovi, který je znám svou nepřátelskou politikou vůči komunitě LGBT. V příspěvcích hanobil queer osoby a jejich práva. Po počátečním popření, že by mu účet patřil, nakonec přiznal, že příspěvky psal on, a omluvil se. Vyjádřil lítost a uvedl, že příspěvky již neodrážejí to, kým s odstupem času je.

## Diskografie

### Alba
- 2025: Bittersüß

### Singly
- 2020: „Anti Ally“
- 2022: „Winx Club“
- 2023: „Coco Taxi“
- 2024: „Plattenpräsident“
- 2024: „Küsschen“
- 2024: „Mama“
- 2024: „Guess What I Like“
- 2024: „Seifenblasen“
- 2024: „Psst“
- 2025: „Baller“